# Tomiko Okazaki
Pour les articles homonymes, voir Okazaki (homonymie).
Tomiko Okazaki (岡崎 トミ子, Okazaki Tomiko), née le 16 février 1944 à Fukushima et morte le 19 mars 2017 à Sendai, est une femme politique japonaise, représentant la préfecture de Miyagi à la Chambre des conseillers du Japon. 
Okazaki commence sa carrière politique en 1990 au Parti socialiste japonais, et rejoint le gouvernement de coalition Murayama en 1994. Par la suite, elle devient avec Naoto Kan et Yukio Hatoyama un des membres fondateurs du Parti démocrate japonais, principal parti d'opposition. Elle est nommée ministre d'État chargée des Affaires sociales, de l'Égalité de genre, de la Consommation et de la Sécurité alimentaire et présidente de la Commission nationale de sécurité publique en 2010 dans le gouvernement Kan.

## Jeunesse, études et carrière pré-électorale
Tomiko Okazaki naît le 16 février 1944 à Fukushima. Elle rejoint en 1962 après ses études la Tohoku Broadcasting Company (en), en tant que présentatrice et responsable de plusieurs programmes commerciaux,, spécifiquement dans une station locale diffusée dans la préfecture de Miyagi.

## Carrière électorale
Tomiko Okazaki commence sa carrière politique en 1990, lors des élections à la Chambre des représentants se déroulant cette année. Elle se présente dans la première circonscription de la préfecture de Miyagi, sous l'investiture du Parti socialiste japonais. Elle remporte ce scrutin, et fait son entrée à la Diète du Japon la même année. Réélue à ce poste en 1993, à la suite des élections législatives japonaises de la même année, elle entre ensuite en 1994 dans le premier gouvernement de coalition du Japon, le gouvernement Murayama, au poste de secrétaire parlementaire chargée de l'Éducation,.
En 1996, Tomiko Okazaki fonde, avec Naoto Kan, Kunio et Yukio Hatoyama, le Parti démocrate du Japon, dont elle rejoint le comité exécutif,, au poste de vice-présidente,. La même année, elle se présente à nouveau aux élections législatives, mais ne parvient pas à se faire réélire. Elle participe à une élection partielle de la Chambre des conseillers en 1997, dans la circonscription électorale de Miyagi, afin de remplacer le démissionnaire Ichirō Ichikawa (en). Tomiko Okazaki est élue à la suite de cette élection partielle, et fait son entrée à la Chambre des conseillers ; elle est réélue à deux reprises, en 2001 et en 2007,. En 1998, elle est nommée à la tête du bureau dédié à l'égalité des sexes du PDJ.
Le 17 septembre 2010, lors d'un remaniement du gouvernement Kan, Tomiko Okazaki reçoit plusieurs portefeuilles : elle devient notamment la présidente de la Commission nationale de sécurité publique, un organisme gouvernemental chargé de prévenir et de gérer les catastrophes naturelles, ainsi que les incidents liés aux produits de consommation. Conjointement, elle est chargée au sein du même gouvernement des problématiques liées à la sécurité alimentaire, au déclin de natalité et à l'égalité des sexes. En fonction lors des bombardements de Yeonpyeong, elle ordonne ainsi à la police d'effectuer des fouilles à l'agence Chongryon, le principal relais de propagande nord-coréenne au Japon. En 2011, elle redevient vice-présidente du PDJ.
Lors des élections à la Chambre des conseillers de 2013, elle perd son siège et prend sa retraite de la politique nationale,.

## Carrière post-électorale et mort
Tomiko Okazaki meurt le 19 mars 2017 à l'hôpital de Sendai, des suites d'un dysfonctionnement hépatique,.

## Prises de positions
Tomiko Okazaki milite pour garantir une indemnisation aux femmes de réconfort à travers l'Asie, fournie par le gouvernement japonais, en plus d'excuses officielles, ce qui lui vaut une mise à pied de la part du PDJ.